# ウィンザー・マッケイ
ウィンザー・マッケイ（Winsor McCay、1871年（ただし経歴の項にある説明を参照）9月26日 - 1934年7月26日）は、アメリカ合衆国の漫画家、アニメーター、アニメーション監督であり、数多くの作品を残したアニメーション映画の創始者である。

## 経歴
マッケイはミシガン州スプリングレイクで、父ロバート・マッケイと母ジャネット・マレー・マッケイの間に生まれた。マッケイの生年について確実には知られていない。マッケイ本人は自分は1871年にミシガン州スプリングレイクで生まれたと主張しているが、マッケイの墓碑には彼の生年として1869年という数字が刻まれている。また、国勢調査ではマッケイは1867年にカナダで誕生したと記録されている。マッケイの出世時の本名はゼニス・ウィンザー・マッケイ（Zenas Winsor McKay、父ロバートの雇用主であったゼニス・G・ウィンザーにちなむ）であったが、後にマッケイはゼニスを落とした「ウィンザー・マッケイ」と改名した。
マッケイはミシガン州立師範大学（現代の東ミシガン大学）を卒業した。17歳のとき、サーカス団の巡業に加わって、ポスターや看板を描く仕事に従事した。1899年にオハイオ州シンシナティへ。シンシナティでは当初見世物小屋で絵を描いた。この見世物小屋での活動は後にファンタジーの世界を描くのに役立ったと言われている。やがてマッケイはその才能が認められ、「シンシナティ・タイムズ・スター」紙のスタッフ画家に雇われる。同紙ではニュースのイラストを描いた他、日曜版で初めて漫画を描くこととなった。1903年にニューヨークへ出て以降は、漫画やアニメーションの世界で活躍した。

## 作品性
マッケイの最もよく知られた作品は、1905年から1911年までニューヨーク・ヘラルド紙で連載された漫画作品『夢の国のリトル・ニモ』 （原題：Little Nemo in Slumberland）と、1914年に制作されたアニメーション映画『恐竜ガーティ』（原題：Gertie the Dinosaur）である。
マッケイの漫画作品『夢の国のリトル・ニモ』と『チーズトーストの悪夢』は、どちらも登場人物の夢の世界を舞台としており、夢の中の光景や感覚による幻想的表現を特徴としていた。マッケイの漫画は大規模な人気を得ることこそなかったものの、その表現力に富む画風により、常に根強い人気を保ち続けている。新聞紙上においてマッケイは、ページ一面という当時としては非常に大きなスペースを与えられていた。当時の漫画におけるファンタジー表現の分野において、マッケイと比肩しえたのは、後に漫画家から芸術家に転向したリオネル・ファイニンガーのみであった。

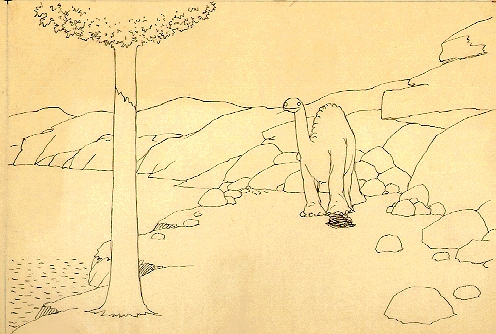
恐竜ガーティ

マッケイは、数千コマに及ぶ動画をマッケイ自身が手書きした多くの短編アニメーション映画も制作し、寄席でのヴォードヴィル（演芸）公演にこれらのアニメーション映画を利用した。マッケイは講義の後に絵を描いてみせ、その後にアニメーション映画を上映し、自分の手からアニメーションのキャラクターが生まれる様子を披露した。
1930年代のウォルト・ディズニーのアニメーションに匹敵し得る精密なディテールを備えた、マッケイによる革新的なアニメーション映画『恐竜ガーティ』の主人公ガーティは、映画研究家およびアニメーション研究家から、ユニークかつ現実的な個性を備えた、最初のアニメーションキャラクターとして評価されている。この映画では、トラブルを引き起こしたガーティはマッケイに叱り付けられて泣き喚き、最後にはマッケイ自身を背中に乗せてアニメーションの絵の中に入っていく。
マッケイは彼自身の漫画『チーズトーストの悪夢』を原作にしたアニメーション連作に加えて、魚雷攻撃により撃沈された遠洋船ルシタニア号をリアリスティックに描写した『ルシタニア号の沈没』を制作した。このアニメーション映画には、第一次世界大戦へのアメリカ合衆国参戦を鼓舞するメッセージが込められていた。

## 代表的な漫画作品
- 『くしゃみのリトル・サミー』（原題：Little Sammy Sneeze、1904年 - 1906年）
- 『チーズトーストの悪夢』（原題：Dream of a Rarebit Fiend、1904年 - 1913年)
- 『はらぺこヘンリエッタの話』（原題：The Story of Hungry Henrietta、1905年）
- 『天路歴程』（原題：A Pilgrim's Progress、1905年 - 1910年）
- 『夢の国のリトル・ニモ』 （原題：Little Nemo in Slumberland、1905年 - 1914年）
- 『かわいそうなジェイク』（原題：Poor Jake、1909年 - 1911年）

## 映画作品

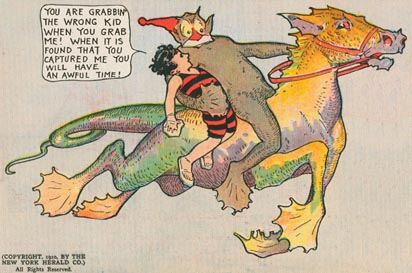
リトル・ニモ

- 『リトル・ニモ』（原題：Little Nemo、1911年）
- 『ニューヨーク・ヘラルド紙の有名漫画家ウィンザー・マッケイと彼の動く漫画』（原題：Winsor McCay, the Famous Cartoonist of the N.Y. Herald and His Moving Comics、1911年）
- 『蚊はいかにして行動するか』（原題：How a Mosquito Operates、1912年）
- 『恐竜ガーティ』（原題：Gertie the Dinosaur、1914年）
- 『ルシタニア号の沈没』（原題：The Sinking of the Lusitania、1918年）
- 『チーズトーストの悪夢』（原題：The Dream of a Rarebit Fiend、1921年）
  - 『チーズトーストの悪夢：ペット』（原題：Dreams of the Rarebit Fiend: The Pet、1921年）
  - 『チーズトーストの悪夢：空飛ぶ家』（原題：Dreams of the Rarebit Fiend: The Flying House、1921年）
  - 『チーズトーストの悪夢：虫の大道芸』（原題：Dreams of the Rarebit Fiend: Bug Vaudeville、1921年）
- 『ガーティの旅』（原題：Gertie on Tour、1921年）
- 『フリップのサーカス』（原題：Flip's Circus、1921年）
- 『ケンタウロス』（原題：The Centaurs、1921年）
- 『真夏の夜の悪夢』（原題：The Midsummer's Nightmare、1922年）